# Синдзи (озеро)
Синдзи (Синдзи-Ко; яп. 宍道湖) — солоноватое озеро лагунного происхождения на севере юго-западной части японского острова Хонсю. Располагается на территории префектуры Симане. Относится к бассейну Японского моря, сообщаясь с ним на северо-востоке через канал Сада-Гава (яп. 佐陀川), впадающий в бухту Этомо. Седьмое по площади озеро Японии.
Синдзи является эвтрофным озером. Площадь озера составляет 79,1 км² (или 79,25 км²), средняя глубина составляет 4,5 м, максимальная — 6,5 м. Наибольшие глубины приходятся на центральную часть акватории. Протяжённость озера с востока на запад — около 17 км, а с севера на юг — 6 км. Прозрачность воды — 1,4 м. Протяжённость береговой линии — 48 км. Объём озера составляет 336 млн м³, площадь водосборного бассейна — 1289,1 км², на ней проживает более 270 тыс. человек. 
Через протоку Охаси на востоке соединяется с озером Накауми. На озере расположен город Мацуэ.
Озеро является частью речной системы Хии.

Изменения береговой линии озёр Синдзи и Накауми за последние 11 тыс. лет. Серым отмечена современная береговая линия, тёмно-синим - река Хии

В 1996 году БПК воды составляло 4,7 мг/л, концентрация азота составила 0,56  мг/л; концентрация фосфора - 0,053 мг/л, все параметры превышали дозволенные по Плану сохранения качества воды в озёрах и болотах Японии.